# 乡城杨
乡城杨（学名：Populus xiangchengensis）为杨柳科杨属的植物，为中国的特有植物。分布在中国大陆的四川等地，生长于海拔2,050米至3,900米的地区，常生长在河岸，目前尚未由人工引种栽培。